# 颱風韋森特對港澳地區之影響
颱風韋森特（英語：Typhoon Vicente）為2012年太平洋颱風季中影響香港和澳門最嚴重的風暴。韋森特以巔峰強度正面吹襲珠江口，成為港澳地區十多年來最矚目的風災。它令香港天文台發出接近13年以來的首個十號颶風信號，亦令澳門氣象局懸掛同樣是接近13年以來首次的九號風球。由於韋森特更接近澳門，但澳門氣象局反而沒有懸掛十號風球，因此其處理手法惹起廣泛爭議；香港則在風暴後事隔10日才被揭發的膠災事件中引起軒然大波。

## 香港
- 當地發出之最高熱帶氣旋警告信號： 十號颶風信號
- 最接近當地時間：2012年7月24日凌晨1時至2時
- 最接近當地位置：香港天文台總部之西南約100公里（正面吹襲；破風暴中心距離香港天文台總部最遠之十號信號紀錄）

### 進入警戒範圍
韋森特在7月21日早上以熱帶低氣壓強度進入香港800公里範圍，在香港之東南偏東約720公里高速西移，以時速約25公里靠近；但香港天文台沒有發出「特別天氣提示」，與同年更早時間襲港的熱帶氣旋泰利及杜蘇芮的處理手法不一。天文台在當日下午3時40分發出一號戒備信號，當時韋森特集結在香港之東南約540公里。天文台表示韋森特當時的組織「較為鬆散」，並與香港有一段距離，晚上發出三號信號機會不大，但翌日會考慮發出。受華南上空反氣旋及韋森特的下沉氣流共同影響，香港在當日天氣酷熱及有煙霞，大部份地區氣溫上升至攝氏34度或以上，更有多個地區錄得攝氏37度高溫，酷熱天氣警告生效至晚上7時45分。酷熱天氣亦激發對流雨，一個強烈雷雨區在廣東東部形成，並在日落時份橫過香港，為香港帶來雷雨，天文台在下午5時35分發出黃色暴雨警告信號，維持至下午6時40分。雷雨區橫過香港境內時一度帶來猛烈陣風，持續風速亦一度飆升，西貢、啟德及長洲短暫錄得強風，而由於該雷雨區橫過香港時突然減弱，是次大雨只為香港東部地區帶來20至30毫米雨量，雨勢亦未達黃雨警告的標準；惟獨西貢東岸的雨勢較大，雨量達40毫米。大雨過後，香港部份地區出現雙彩虹。受暴雨所帶來的猛烈陣風影響，港鐵沙中線國際郵件中心在九龍灣宏展街一個棚架整幅被吹塌，另有十多名划獨木舟、划艇及滑浪的市民墮海，幸無傷亡。
韋森特在7月22日繼續接近，天文台表示早上發出三號信號機會不大，下午會考慮發出；之後改為下午發出機會不大，但當韋森特進一步接近或風勢增強時，天文台會考慮發出三號信號。由於韋森特移動變得緩慢，在香港之東南偏南約350公里停滯不前，一號信號整日生效，天文台全日沒有發出三號信號，而再順延至7月23日早上考慮發出。天文台繼較早前強烈熱帶風暴泰利襲港後，再一次提醒家長於學童上學前留意風暴消息。當日香港天氣仍炎熱，廣泛地區錄得攝氏32度或以上的最高氣溫；然而韋森特的外圍雨帶亦有為香港帶來狂風驟雨及幾陣雷暴。

### 北移逼近，天氣轉壞
隨著韋森特改向偏北移動，並進一步增強為強烈熱帶風暴，天文台在7月23日凌晨5時20分發出三號強風信號，當時韋森特集結在香港之東南偏南約320公里。天文台隨後表示，三號信號將會在日間維持，除非韋森特加速移向華南沿岸或進一步加強，否則日間發出八號信號的機會不大。香港風勢在上午開始明顯增強，下午廣泛地區刮起東北強風，離岸及高地間中受烈風影響。
由於韋森特加速向北至西北偏北移動，天文台在當日上午11時45分表示可能在黃昏前後發出八號信號；隨著韋森特迅速增強為颱風，天文台再於下午2時05分發出「特別天氣提示」，表示韋森特將在香港之西南200公里內掠過，天文台會在下午5時至晚上8時考慮發出八號熱帶氣旋警告信號。此時香港天氣急速轉壞，有狂風驟雨、雨勢有時頗大。天文台在下午3時45分發出「熱帶氣旋之特別報告」，宣佈預計在下午6時或之前發出八號熱帶氣旋警告信號。在下午4時後，天文台測風網絡8個指定自動氣象站之一的長洲開始錄得烈風。受強風吹襲，小西灣一棵逾20米高巨樹倒塌，壓着一輛小巴；而中環干諾道中有木板被強風刮起，導致多名途人受傷，其中一人更被木板直接擊昏。

### 離岸風勢直逼颶風
天文台在下午5時40分發出八號東北烈風或暴風信號，當時韋森特集結在香港以南約170公里。天文台預料韋森特向西北偏西移動，在香港之西南約150公里左右掠過，表示八號信號將於晚間維持。在八號信號發出之後，港鐵牛頭角站及旺角東站先後在路軌發現異物，但由於班次已改為有限度服務，服務僅稍有延誤，未有嚴重受阻。此外九巴在晚上8時40分宣佈所有路線停駛，城巴、新巴亦宣佈大部份班次停駛。香港風勢迅速而顯著加強，入夜不久，多處地區已經受到東至東北烈風影響，並有跡象繼續增強。
天文台在同日晚上8時45分表示，韋森特稍作增強，並採取偏西北路徑，更接近香港，預計韋森特會在香港之西南100公里左右掠過；天文台更指出，若香港風勢進一步增強，天文台可能需要發出更高熱帶氣旋警告信號，呼籲市民留意最新風暴消息。天文台在晚上11時20分發出九號烈風或暴風風力增強信號，當時韋森特集結在香港之西南偏南約110公里，急劇增強為強颱風。是次為2009年颱風莫拉菲正面襲港後，3年以來首個九號信號。天文台指出「過去數小時，韋森特急劇增強為強颱風」，及表示韋森特仍然採取偏北路徑，逼近香港，並將會正面吹襲香港，於香港之西南100公里內掠過，但並沒有提到會否發出十號颶風信號。這亦是天文台歷史上，首次使用「急劇增強」之形容，同時亦代表韋森特成為天文台新熱帶氣旋分級制度下，首個導致天文台發出八號或以上信號的強颱風。香港風勢進一步增強至暴風程度，並轉吹東至東南風，當中長洲、長洲泳灘及橫瀾島的風力更升至每小時110公里以上，直逼颶風程度。

### 東鐵綫癱瘓8小時
接近午夜，即九號信號生效後不久，港鐵由維持有限度服務至收車，突然宣佈改為暫停架空及地面段服務，觀塘綫（油麻地至彩虹段；現為彩虹至黃埔段）、荃灣綫（荔景至中環段）、港島綫（上環至杏花邨段，現為杏花邨至堅尼地城段）及西鐵綫（紅磡至荃灣西段；現為屯馬綫荃灣西至尖東段）維持有限度服務，其他路段停駛。事源港鐵大埔墟站有樹木倒塌，導致路軌被阻塞及電纜被壓毀，電力供應中斷，東鐵綫服務立即癱瘓，事後即使修復，也未能趕及收車前恢復服務；觀塘綫列車亦受影響，乘客在彩虹站鼓譟。受斷電影響，有乘客被困在列車上，需在車廂過夜，8列東鐵綫列車失去動力，當中一班列車更有3卡完全斷電，漆黑一片。過千名乘客受事件影響，被迫滯留列車車廂和大堂過夜。同時其他路段亦有跳電情況，供電於翌日凌晨2時44分開始回復正常，但當時已沒有列車行駛，港鐵開放車站供乘客休息；但乘客對港鐵的安排感到強烈不滿，更譴責港鐵沒有及早停止服務。東鐵綫列車全線癱瘓接近8小時，頭班車原定開出時間只有火炭站以南路段恢復有限度服務，火炭站以北路段服務繼續停頓；直至7月24日早上7時35分，大埔墟站塌樹清理完畢，方能全線恢復服務。

### 13年首發十號信號

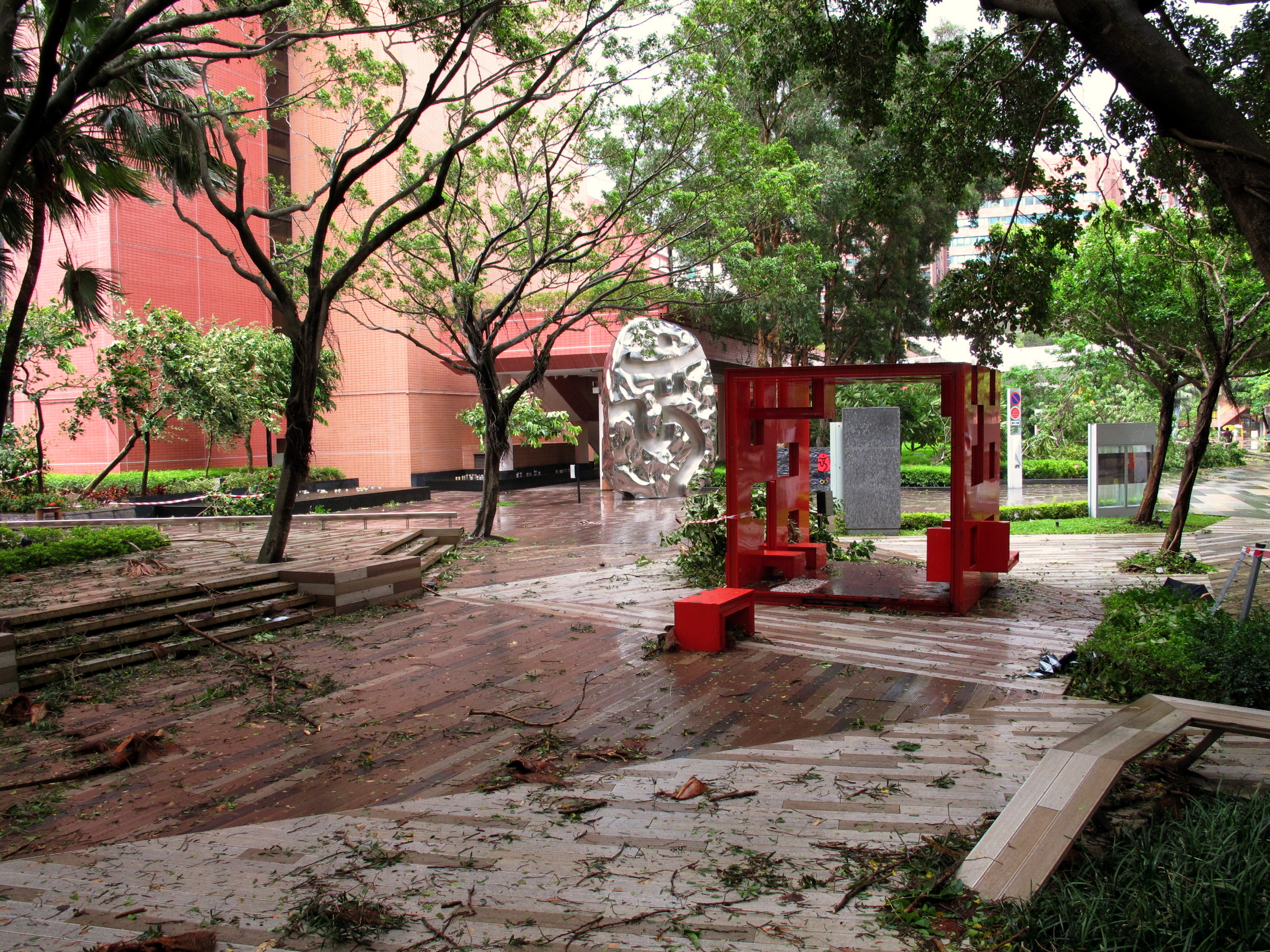
韋森特吹襲香港後，沙田城市藝坊滿目瘡痍。

7月24日凌晨，韋森特正面吹襲香港，其眼壁非常接近長洲等香港西南部地區，加上其移動速度增加至每小時20公里，產生「半圓效應」，香港處於其「危險半圓」。長洲泳灘自動氣象站率先在午夜12時正錄得每小時127公里的颶風程度最高10分鐘平均風速；長洲主站亦在午夜過後開始間歇性錄得颶風，隨後更錄得持續颶風，且風力飆升至超過每小時130公里。由於長洲兩個近海平面自動氣象站先後錄得颶風，在沒有預告的情況下，天文台在7月24日凌晨12時45分發出十號颶風信號，當時韋森特集結在香港天文台總部之西南約100公里。這是自1999年颱風約克襲港後，接近13年以來首個十號信號；亦是自長洲信號站關閉後，首個「發出」而非「懸掛」的十號信號。天文台表示「韋森特的眼壁相當接近香港西南部地區，並為該區帶來颶風；頻密的狂風大驟雨亦正影響香港」，並呼籲市民切勿離開有屏蔽的地區，及必須密切留意有關熱帶氣旋警告的廣播。天文台亦在凌晨1時10分發出山泥傾瀉警告、凌晨1時55分同時發出黃色暴雨警告信號及新界北部水浸特別報告，連同於凌晨12時15分發出的雷暴警告，天文台有5項警告同時生效，是繼2009年颱風莫拉菲正面襲港後首次。韋森特在凌晨1時至2時最接近香港，在天文台總部之西南約100公里掠過。香港多處地區吹東至東南暴風，西南部地區、離岸及高地持續受颶風影響。

### 颶風逐步消退

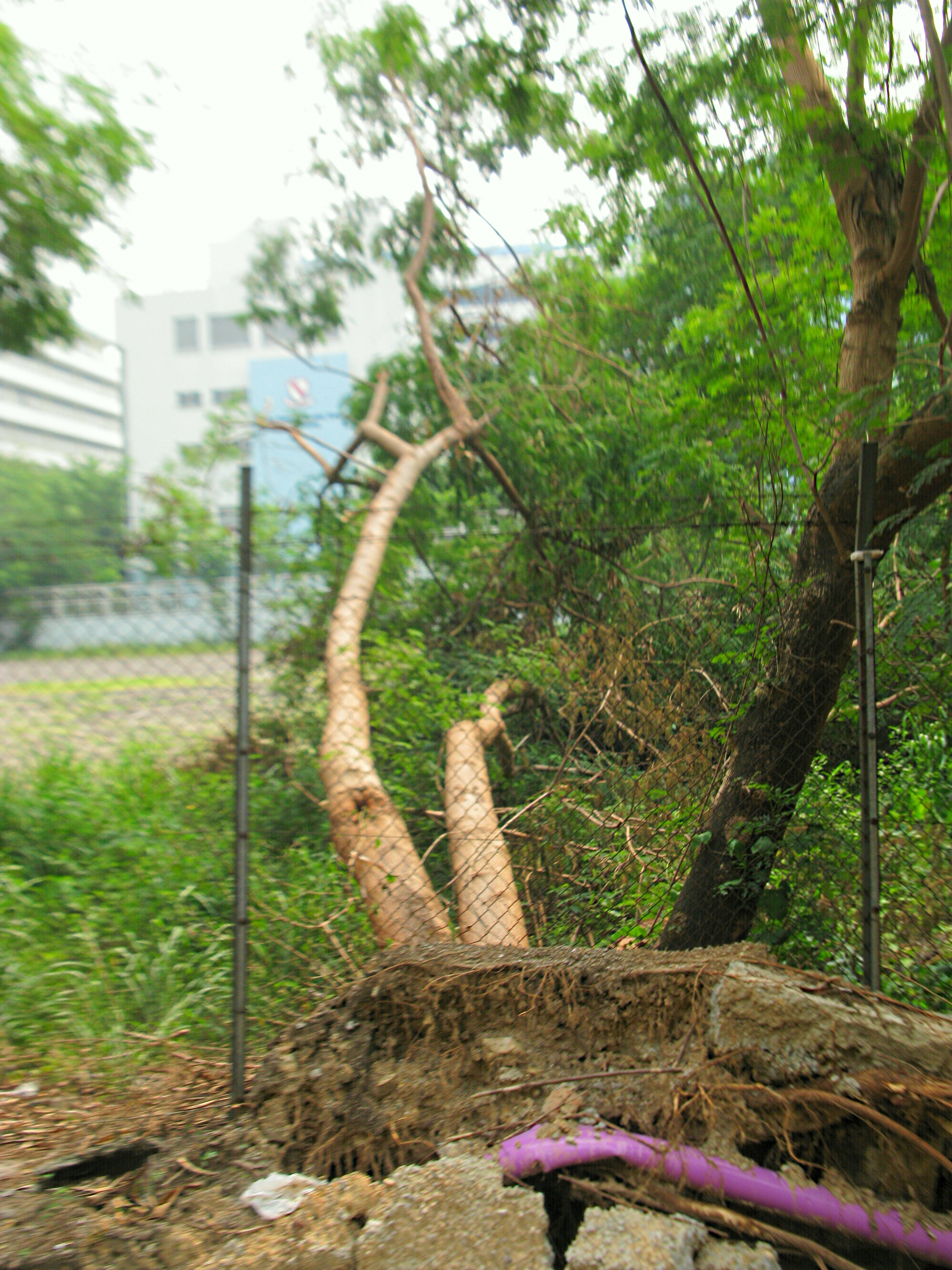
香港其中一棵銀合歡樹受韋森特的吹襲後倒塌，壓倒在旁的一條柱，並令水管暴露。

由於韋森特開始遠離，香港境內不再受颶風影響，天文台在當日凌晨3時35分改發八號東南烈風或暴風信號，當時韋森特集結在香港天文台總部之西南偏西約120公里。香港全面轉吹東南烈風至暴風。韋森特在台山附近登陸並減弱為颱風，香港風勢逐漸緩和，暴風風力在日出後不復見，但普遍地區仍繼續受烈風影響。天文台在早上7時45分表示上午10時左右改發三號熱帶氣旋警告信號，此後普遍風力在上午10時前降至低於烈風程度。
天文台在上午10時10分改發三號強風信號，當時韋森特集結在香港以西約230公里，減弱為強烈熱帶風暴。日出時份，東鐵綫大埔墟站樹木倒塌仍未清理，火炭站以北路段全線暫停服務，至早上7時35分左右恢復。輕鐵新墟站亦有樹木倒塌，部份輕鐵路線受影響。天文台在上午10時40分取消所有暴雨警告信號。隨著韋森特減弱遠離，香港市面風勢大致緩和，除了離岸和高地以外，大部份地區風力均減弱至強風程度以下。天文台在下午1時45分表示未來一兩小時改發一號熱帶氣旋警告信號，並在下午2時40分改發一號戒備信號，當時韋森特集結在香港以西約370公里，減弱為熱帶風暴。

### 大雨連綿不斷
天文台在下午6時45分表示，當香港風勢進一步減弱時，會取消所有熱帶氣旋警告信號。此時市面風勢雖已緩和，但離岸及高地風勢仍然強勁，長洲自動氣象站在入夜後仍錄得強風。天文台在晚上10時45分表示，韋森特環流已不再覆蓋香港；在中國東南部高壓脊及一道廣闊季風槽共同影響下，離岸及高地仍然受強風影響。最終，天文台在晚上11時15分取消所有熱帶氣旋警告信號，當時韋森特集結在香港之西北偏西約600公里。由於受季風槽影響，離岸及高地風勢仍然強勁，天文台1分鐘後發出強烈季候風信號，在翌日凌晨5時20分取消。強烈季候風信號生效期間，長洲風力維持在強風程度，西貢亦再錄得短暫強風。隨後兩三日，香港受到韋森特殘餘雨帶及廣闊季風槽共同影響，仍然間中有大雨，天文台多次發出黃色暴雨警告信號；直至7月28日，韋森特殘餘低壓區及廣闊季風槽消散，中國東南部高壓脊建伸至廣東沿岸，天氣開始逐漸好轉。
天文台在韋森特消散後翌日（2012年7月26日）發表新聞稿，形容韋森特2日內由熱帶風暴急劇增強為強颱風情況，在發出十號信號的熱帶氣旋之中為「史無前例」。事隔超過2個月，天文台在2012年10月5日終於完成韋森特報告，並上載至天文台網頁，為繼颱風約克後，花最長時間製作的熱帶氣旋報告，比2003年颱風杜鵑、2008年颱風鸚鵡所花的時間更長。

### 風速十多年來最高
韋森特襲港期間，天文台測風網絡8個指定自動氣象站全部錄得強風，當中4個錄得烈風，2個錄得暴風，其中1個更錄得颶風，三號及八號信號均達標。香港多處的實測風速是自1999年颱風約克以來最高，不少自動氣象站的風速數據甚至直逼1993年強烈熱帶風暴貝姬以至1983年颱風愛倫之紀錄；部份近年設立的自動氣象站風速更出現破紀錄數據。若以2013年新修訂熱帶氣旋警告系統的8個自動氣象站為準，以流浮山取代濕地公園後，則有5站錄得烈風。是次為採用此測風網絡後第2次有兩站錄得暴風；亦為採用此測風網絡以來第4次錄得全面強風，以及第4次達標的八號信號；機場錄得每小時96公里的10分鐘平均風速，追平1999年颱風約克的紀錄；長洲更錄得颶風，是2007年正式採用測風網絡以來，首次有參考自動氣象站錄得颶風。除了赤柱黃麻角站及塔門站失靈待修之外，全港所有自動氣象站均錄得強風或以上風速，更是天文台自從2007年開展「一區一站」行動（在全港18區中，每區最少有1個自動氣象站。此行動令境內自動氣象站數量倍增）以來前所未有。風暴期間，長洲、機場、啟德、西貢、青衣、濕地公園、打鼓嶺及沙田錄得最高10分鐘平均風速為每小時140、96、85、83、52、50、47及47公里。
香港西南部地區、離岸及高地持續吹颶風，長洲錄得的最高10分鐘平均風速為每小時140公里，是自1983年颱風愛倫襲港以來的最高紀錄；2009年颱風巨爵襲港期間投入運作的長洲泳灘自動氣象站，更錄得破紀錄的每小時127公里最高10分鐘平均風速。另外，空曠及位處高地的昂坪錄得每小時197公里的最高10分鐘平均風速，及超過每小時250公里的最高陣風，但其後風速計失靈。根據天文台的韋森特報告，昂坪錄得最高陣風為每小時256公里。維多利亞港方面，九龍天星碼頭的自動氣象站錄得最高10分鐘平均風速為每小時87公里，直逼暴風程度；最高每小時平均風速亦達每小時83公里，兩項紀錄均是自1983年颱風愛倫襲港以來的最高紀錄。而啟德自動氣象站錄得的最高10分鐘平均風速為每小時85公里、最高一小時平均風速為每小時70公里，是自1993年強烈熱帶風暴貝姬襲港以來最高。此外亦有氣象愛好者在紅磡碼頭「追風」，其風速計錄得達暴風程度的平均風速，更測量到每小時152公里的颶風程度陣風。由於吹偏東風時紅磡碼頭非常當風，該處為一個氣象愛好者測風的熱門地點。

### 過百人傷，塌樹破紀錄
風暴期間，有138名市民受傷並前往公立醫院急症室求診，為1999年颱風約克造成2死500傷後，最多人受傷的颱風。當中72人需留院，另有268人入住民政事務總署臨時庇護站，幸無人死亡。另外，發展局、路政署及康樂及文化事務署共收到收到2宗山泥傾瀉報告、7宗水浸報告及8800宗塌樹報告，塌樹報告數字更是大破紀錄。天文台在十號信號生效期間，曾同時發出其他警告，包括黃色暴雨警告信號、山泥傾瀉警告、雷暴警告及新界北部水浸特別報告，而是次十號信號是有記錄以來熱帶氣旋中心距離香港最遠的十號信號之一（韋森特剛好正面吹襲香港，在天文台總部之西南約100公里掠過），亦為持續生效時間並列第二短的十號信號之一（維持2小時50分鐘），與1975年颱風愛茜並列，僅次於1961年颱風愛麗斯（當時天文台懸掛的十號信號只維持2小時半）。
受塌樹和山泥傾瀉影響，郊遊路徑的部份路段需要暫時封閉，包括衛奕信徑第七段（近城門水塘）、大欖林道荃錦段至田夫仔段、蝴蝶園、衛奕信徑第十段（尤德爵士紀念亭至南涌）、貝璐道、鳳坑家樂徑、梧桐寨主瀑至中瀑、甲龍古道、大網仔單車徑及大網仔燒烤區十號場。

### 膠災隱瞞10日終揭發
在韋森特襲港期間，一艘停舶在南面水域的中石化貨輪，6個貨櫃被吹至墮海，漏出6個裝滿化學膠粒聚丙烯的膠袋，共150噸膠粒散佈香港南面海域及海灘。不過政府及中石化並沒有對外公佈事故，事件由從事海洋保育工作的愉景灣居民率先發現，直至8月初向傳媒揭發，經由報章報道，事件才開始受到廣泛關注。有漁業團體擔心，膠粒充斥海域或會影響漁業，促請政府當局儘早處理事件。市民和多個環保團體在8月4日起自發帶備工具，在愉景灣等海灘進行「執膠」行動。網民稱事件為「香港膠災」。同年8月颱風啟德襲港，帶來八號信號後，膠災更波及澳門。

## 澳門
- 當地懸掛之最高熱帶氣旋信號： 九號風球
- 最接近當地時間：7月24日凌晨3時
- 最接近當地位置：澳門氣象局總部之西南偏南約40公里（正面吹襲）[45]

### 風暴初期酷熱天氣
韋森特在7月21日早上進入距離澳門800公里範圍，澳門地球物理暨氣象局於當日下午6時懸掛一號風球，當時韋森特集結在澳門之東南偏東約570公里。由於韋森特當時仍為一熱帶低氣壓，氣象局表示當晚懸掛三號風球的機會不大，翌日會視乎情況考慮改掛三號風球。受到華南上空反氣旋，加上韋森特的外圍下沉氣流影響，澳門在當日錄得攝氏36度高溫，對應的「溫度指數」該年入夏後首次達到「橙色酷熱」水平。
韋森特增強為熱帶風暴，但於7月22日減速移動，氣象局在早上6時表示，當日早上懸掛三號風球機會不大；後於中午12時表示，下午會視乎情況考慮改掛三號風球，並再於下午6時表示延後至晚間考慮懸掛三號風球。當日日間澳門天氣仍然酷熱，最高氣溫攝氏33度，屬於「黃色酷熱」水平。由於韋森特停滯不前，一號風球最終整日懸掛，氣象局表示23日早上會考慮改掛三號風球。

### 天氣轉壞，風勢增強
隨著韋森特增強為強烈熱帶風暴，並採取北移路線，一號風球維持超過36小時後，氣象局於7月23日早上6時半懸掛三號風球，當時韋森特集結在澳門之東南偏南約340公里。氣象局預計韋森特會緩慢向西北移動，移向廣東西岸，並表示早上懸掛八號風球機會不大。日間韋森特向西北偏北移動，澳門天氣迅速轉壞，有狂風驟雨；風勢亦顯著增強，境內全面刮起強風。由於韋森特加速逼近，氣象局在下午1時表示黃昏前考慮懸掛八號風球，之後在下午4時因應韋森特增強為颱風，表示數小時內考慮懸掛八號風球。氣象局於下午5時51分正式宣佈，晚上7時改掛八號東北風球。
氣象局於晚上7時正懸掛八號東北風球，當時韋森特位於澳門之東南偏南160公里。入夜不久，市面多處已經吹東北烈風，伴有狂風大雨，氣象局表示在大潭山站錄得最高風力達每小時61公里；3條大橋間中受暴風影響，並需要全線封閉，西灣大橋開放下層通道。在晚上8時氣象局表示，過去一小時，在友誼大橋錄得最高風力平均每小時63公里，在大潭山氣象站則錄得最高陣風時速94公里，預料韋森特在翌日凌晨正面吹襲並最接近澳門，於澳門以南100公里內掠過，預計八號東北風球會維持一段時間，並指受雨帶影響澳門將有狂風驟雨。在晚上9時，氣象局表示韋森特進一步逼近本澳，在過去一小時，在友誼大橋錄得最高風力平均每小時64公里，在大潭山氣象站則錄得最高陣風時速100公里。當晚11時，韋森特集結在氣象局總部之東南偏南約100公里，開始正面吹襲澳門（在距離澳門100公里範圍內掠過），當時境內風勢急劇增強，廣泛地區已經轉吹偏東暴風，氣象局表示在過去一小時，在友誼大橋錄得最高風速每小時平均逾80公里，大潭山站則錄得最高陣風每小時逾100公里，受颱風影響，澳門凌晨時份將會有狂風暴雨，屆時內港一帶或出現輕微海水倒灌，但氣象局只表示八號風球將維持至清晨，除非颱風中心直接橫過澳門，否則改掛更高風球機會不大。氣象局在晚上10時亦表示預計內港會出現輕微海水倒灌，但未有即時發出風暴潮警告信號；要到內港已開始水浸後，在24日凌晨12時半才發出黃色風暴潮警告。

### 風眼進逼，13年首掛九號波
雖然氣象局表示如韋森特的風眼不橫過澳門，不考慮改掛更高風球，但是韋森特在23日晚間繼續加強，並以偏西北路徑直逼澳門附近一帶，鎖定在澳門西南面50公里內掠過，澳門亦已經遭韋森特的暴風及颶風範圍籠罩。當韋森特移至氣象局總部以南約70公里，澳門3條大橋有其中2條的風力飆升至颶風程度，其中友誼大橋錄得最高風速每小時平均逾85公里，最高陣風則每小時逾120公里，氣象局在24日凌晨1時12分才表示，韋森特「未來兩三小時內將進一步接近澳門」，預料澳門風勢將大幅增強，不排除懸掛更高風球。在凌晨1時47分，氣象局終於宣佈將於凌晨2時15分改掛九號風球。
氣象局在凌晨2時15分同時懸掛九號風球及發出紅色風暴潮警告，當時韋森特集結在氣象局總部之西南偏南約50公里，氣象局稱，由於過去一小時內，本澳風速超過每小時110公里，颱風韋森特風眼正進一步靠近本澳，因此改掛九號風球。而在友誼大橋錄得最高風速每小時平均逾85.3公里，最高陣風則每小時逾123.5公里。韋森特成為自1999年颱風約克正面襲澳後接近13年以來，亦是澳門回歸並成立澳門特別行政區後，兼且是踏入21世紀後首次懸掛九號風球。受風暴潮疊加潮漲影響，沙梨頭及內港至新馬路一帶在發出黃色風暴潮警告後1小時內已出現嚴重水浸，後來更惡化至水深高於1米，水上街市至新馬路、沙梨頭海邊街等內港一帶道路封閉，達到最高風暴潮警告標準，但氣象局未有發出黑色風暴潮警告。大潭山站瞬時最低氣壓為964.2百帕斯卡（折算海平面氣壓為977.1百帕斯卡），於凌晨2時29分錄得，當時九號風球懸掛不足15分鐘，韋森特集結在氣象局總部之西南偏南約45公里。韋森特於凌晨3時左右最接近澳門，在氣象局總部之西南偏南約40公里掠過。澳門直接受到韋森特的眼壁橫掃，當韋森特開始正面襲澳至登陸台山前，市面普遍吹東至東南暴風，3條大橋更短暫出現颶風，1分鐘平均風速一度全部超過每小時120公里，然而氣象局未有懸掛十號風球；同時境內受到頻密的狂風暴雨侵襲，加上潮漲和風暴潮引發的海水倒灌，內港的水浸情況因而加劇。

### 風勢居高不下
氣象局在凌晨4時表示，於韋森特登陸之後將考慮改掛較低風球。隨著韋森特於凌晨4時15分在廣東省台山市沿海登陸，澳門境內颶風消退，九號風球維持不足3小時，氣象局於凌晨5時正改掛八號東南風球，當時韋森特集結在氣象局總部之西南偏西約60公里。氣象局表示八號東南風球將維持一段時間，但1小時後便改為於兩三小時視乎情況考慮是否改掛三號風球。潮退後澳門內港開始水退，氣象局在早上6時半直接取消所有風暴潮警告。此時澳門風勢亦稍作減弱，不再受暴風影響，但風力仍維持在烈風水平。
由於韋森特加速遠離，氣象局在早上8時表示一兩小時內考慮改掛三號風球，8時45分改為短時間內改掛三號風球；不過澳門仍位處韋森特的烈風範圍以內，境內風勢尚未進一步緩和。氣象局在上午9時半改掛三號風球，當時韋森特集結於澳門以西約140公里。可是澳門仍然受烈風影響，3條大橋直至中午仍然錄得每小時70公里的持續風速。氣象局表示三號風球將會維持一段時間，後來更表示最少維持至下午5時；不過氣象局在下午4時20分已經除下所有風球。受到韋森特的殘餘雨帶及一道季風槽的共同影響，澳門之後3日的天氣持續不穩定，雨勢有時頗大。

### 傷亡及破壞
風暴期間，氹仔濠栢地盤一個天秤劇烈搖晃並傾斜45度，消防和警察需疏散至尊花城部份居民，並封鎖附近4條道路。發展商於27日固定天秤底座，後花2日時間把天秤拆卸。此外嘉樂庇總督大橋有鐵柱搖搖欲墜，需要緊急拆除，該大橋在24日晚上7時半起只能有限度通車。
韋森特襲澳期間，民防中心接獲254宗事故報告，16名居民受傷，主要涉及交通意外、跌傷和被高空墜物擊傷，幸無人死亡。另有16人入住災民中心。市面出現1宗停電、9宗水浸、10宗棚架倒塌、4宗天秤搖搖欲墜、61棵樹木倒塌、48宗鋁窗墮樓、25宗簷篷墮下及19宗廣告招牌墜下等事故。三座澳氹大橋橋墩處的景觀照射燈遭到強風猛烈吹擊及高達五六米的巨浪衝撞，不少射燈有的玻璃碎裂，有的支架脫落，有的甚至整個被浪捲走，而支架、電線管等東倒西歪，電箱亦入水破損，受影響範圍較廣，原有射燈共計約2500套，經點算後，共有250套射燈因完全損毁或失掉而須安裝新燈具，共有700多套射燈須更換零部件，當中處於當風位置的友誼大橋損失最為嚴重，在原有1100套射燈中，共須安裝180套新射燈，460套則要更換零件。此外澳門東亞運動會體育館A場館部份頂蓋掀起，並出現滲漏。寰宇天下亦有20戶窗戶碎裂，需自行用板遮擋風雨，但並未成功。

### 氣象站數據及損毀
韋森特吹襲期間，澳門廣泛地區錄得繼颱風約克、甚至1993年強烈熱帶風暴貝姬後，十多年來最高的風速。以每小時平均風速為準，澳門10個自動氣象站全數錄得強風，當中有5個錄得烈風，氣象局總部所在的大潭山錄得每小時83公里，是繼約克正面吹襲期間錄得每小時108公里以來的最高風速；而3條大橋全部錄得每小時過百公里的暴風程度持續風速，嘉樂庇總督大橋、西灣大橋及友誼大橋北峰分別錄得每小時115、114及106公里。以1分鐘平均風速為準，則有7站測得烈風或暴風，當中3條大橋的平均風速更分別達每小時132、125及122公里，即使受網絡擠塞影響而數據不完整，仍肯定3條大橋全部受颶風影響。其中，嘉樂庇總督大橋及友誼大橋在凌晨1時及1時10分的的1分鐘平均風速分別持續錄得超過每小時130公里及120公里，因此可見十分鐘平均風力亦達到颶風程度。而澳門各雨量站於風暴期間的總雨量如下表：
| 氣象站         | 雨量（毫米） |
| -------------- | ------------ |
| 大潭山         | 109.8        |
| 嘉樂庇總督大橋 |              |
| 友誼大穚（北） |              |
| 西灣大橋       |              |
| 大砲台山       | 152.2        |
| 孫逸仙紀念公園 | 175.4        |
| 路環分站       | 170.8        |
| 九澳           | 156.8        |
| 污水處理廠     | 169.2        |
| 海事博物館     |              |

氣象局取消所有風球翌日，澳門繼續受韋森特雨帶影響，氣象局曾在7月25日凌晨3時10分發出暴雨警告信號，並在凌晨5時取消所有暴雨警告信號。大潭山、大砲台山、孫逸仙紀念公園、路環分站、九澳污水處理廠當天日雨量分別錄得115.0、135.8、138.4、132.4、117.0 、116.0毫米雨量，均是自2001年7月最高日雨量。
在韋森特吹襲過後，氣象局網頁暫停公佈有關嘉樂庇總督大橋風速站的實時觀測數據。局方指是由於其固定支架於風暴影響期間出現損壞，為免影響橋上行車安全，因而暫停了有關氣象站的運作。隨後局方在大橋進行常規維護工程時一併維修風速站，嘉樂庇總督大橋測風站的實時數據在2013年10月25日重新發佈。

### 廣泛爭議及批評
氣象局在處理韋森特時的表現被指反應過慢，與鄰近的香港天文台有明顯分別，因而引發廣泛爭議及批評。
澳門氣象局局長馮瑞權事後表示指韋森特移動路徑多變，影響局方預報颱風能力，是十多年一遇的颱風類型，承認預報此類型的颱風能力會較弱，因為要視乎風勢情況再決定有關風球信號，所以不能夠給予一個精確的預報改掛時間出來，但強調今次改掛風球時間合適，只是在風暴潮預報上出現偏差；又認為澳門颱風預報機制及表達方式與香港類似，相信只是語言溝通上的問題，導致有市民未能準確掌握風暴消息，歡迎向局方提出意見。

#### 八號風球預警太短
氣象局在23日下午4時表示數小時內考慮懸掛八號風球，至下午5時51分正式宣佈於晚上7時改掛八號風球，當時香港天文台已發出八號信號超過10分鐘。氣象局遭指控比香港「慢半拍」，引致氣象局公信力下降；同時預警時間只有稍多於1小時，兼且正值下班繁忙時間，引致澳門交通癱瘓，全澳各區大塞車數小時，市民要花上比平常多3倍的時間才能回家。
澳門立法會議員林香生批評預報不及時和欠缺人性化，並建議當局把預警時間延長至2小時或以上（與香港天文台「熱帶氣旋之特別報告」看齊）。各部門的危機小組亦被指責各自為政，導致應變效率低下、應急機制完全失效，市內多處竟然沒有交通警當值，無人指揮交通，有車輛藉機逆線行駛，情況險象環生。
澳門氣象局局長馮瑞權指出，23日晚上韋森特是接近香港多於接近澳門；颱風和暴雨必然為市民帶來不便，但局方以確保市民安全作為首要考量。而氣象局在8月14日表示將調整用詞，考慮到「未來數小時」等字眼會因應民眾接收信息之時間，導致理解有差異，會改用「某鐘數前後」取代；但未有即時採納林香生之建議，把正式預警延長至2小時或以上，直至4年後颱風海馬吹襲時才首次出現超過2小時之八號風球預警。

#### 風暴潮預警不足
風暴期間，澳門出現2009年颱風巨爵正面襲澳以來最大風暴潮，內港海水倒灌引發水深超過1米之嚴重水浸，達到黑色風暴潮警告之標準；然而澳門氣象局未有發出最高風暴潮警告。
此外澳門氣象局亦延誤發出黃色及紅色風暴潮警告，雖然在23日晚上已預告會有輕微海水倒灌，但是要到24日凌晨12時半才發出黃色風暴潮警告；而內港至新馬路及沙梨頭海邊街一帶在凌晨1時許已經嚴重水浸，該區道路需全線封閉，但氣象局要到凌晨2時15分懸掛九號風球時，才同步發出紅色風暴潮警告。大量商戶店舖入水，浸壞貨物引致損失慘重，氣象局再遭批評海水倒灌訊息模棱兩可，被指風暴潮通報機制失去預警作用。
事後馮瑞權局長指出各大氣象中心的預報模式得出來比較的結果都是有一點輕微水浸，在風暴潮的訊息發布上存在偏差，未達到原定的六小時前發布預警的目標；其後表示風暴潮警告是在2009年才推出，執行的預報不是太多次，所以在經驗上仍然有不足。

#### 遲掛九號並拒掛十號
澳門氣象局懸掛九號風球的時間為24日凌晨2時15分，當時香港天文台發出十號颶風信號已有1小時半，使港澳兩地一度出現2級熱帶氣旋警告的差距；而澳門三條大橋在凌晨1時開始錄得超過每小時118公里的一分鐘平均風速，事後報告顯示三條大橋在凌晨2時的過去一小時平均風速達到11級程度，亦可見懸掛九號風球時間之滯後。
討論區不少網民狠批氣象局失職，要求局長馮瑞權辭職下台。香港網民加入討論，斥責澳門氣象局「該掛十號的不掛，不該掛的卻掛了」，指馮瑞權在任內無需懸掛十號風球，因為「十多年甚至20年也不會遇到風眼過境」，從而諷刺澳門最高風球的準則太苛刻，較香港只要求境內任何一處海平面錄得颶風程度的準則嚴格。
而澳門多名離島社諮委亦指責氣象局判斷失誤，是次颱風路線可見香港與韋森特的距離較遠，澳門所受到的影響應該比香港更甚，表現與發出十號颶風信號的香港天文台形成強烈對比，質疑氣象局究竟根據何種標準作為判斷風球的依據，促請當局檢討熱帶氣旋警告機制。
氣象局局長馮瑞權回應指，澳門與香港掛十號風球的標準不一致，除了境內每小時平均風速達每小時118公里之外，颱風中心亦要經過澳門，而今次錄得的最高每小時平均風速為每小時115.2公里，屬於八號風球的範圍內，並已經因應韋森特進一步逼近所構成的嚴重影響而懸掛九號風球，未達到懸掛十號風球的條件。
其後局長馮瑞權解釋及有非官方分析指，一般而言澳門與熱帶氣旋的距離越小，本地的風力越大，但澳門不如香港般受連綿不斷的強烈雨帶影響，沒有伴隨大雨的下擊暴流進一步帶動風勢，加上韋森特的眼壁有缺口，在最接近澳門之時該缺口旋捲至澳門上空，處於眼壁與較強的螺旋雲帶之間，因而令澳門未有真正受眼壁影響，境內所受的颶風不如香港長洲般持續，結果出現兩地信號的落差；由於香港的面積較澳門大，香港境內任何一處海平面地區錄得颶風的機會，比澳門境內出現颶風的機會更高，這也令香港天文台發出最高信號的機會較澳門氣象局大。另外亦有網民認為氣象局根本連九號風球都無意懸掛，只是當時韋森特距離澳門僅50公里及三條大橋均錄得颶風下才「迫於無奈」地懸掛九號風球。
最終五年後逼使氣象局懸掛十號風球的颱風天鴿，馮瑞權終於下台並於翌年遭受紀律處分，此後氣象局才修訂被指過嚴的十號風球發出準則，改以較寬鬆的10分鐘平均風速為準，並不再要求颱風中心需要掠過澳門境內。

#### 過早改掛三號風球
氣象局在24日上午9時半改掛三號風球，比當時距離風暴中心較遠的香港天文台改發三號熱帶氣旋警告信號的時間早40分鐘。同樣情況在2009年颱風巨爵正面吹襲時已有出現，氣象局因而再遭受質疑，有市民抱怨氣象局太急改掛三號風球，以致未有充足時間準備上班，亦有市民表示時間合適。
局長馮瑞權表示當日上午9時半改掛三號風球決定正確，其後澳門的平均風速低於每小時63公里，需要改掛較低風球；而氣象局預料當日下午市面陣風達每小時60公里，大橋上則達每小時70公里。

## 熱帶氣旋警告使用紀錄

### 香港
| 香港天文台 熱帶氣旋警告信號 | 香港天文台 熱帶氣旋警告信號 | 香港天文台 熱帶氣旋警告信號 |
| --------------------------- | --------------------------- | --------------------------- |
| 上一熱帶氣旋                | 一號戒備信號                | 下一熱帶氣旋                |
| 熱帶風暴杜蘇芮              | 一號戒備信號                | 颱風啟德                    |
| 熱帶風暴杜蘇芮              | 三號強風信號                | 颱風啟德                    |
| 熱帶風暴杜蘇芮              | 八號東北烈風或暴風信號      | 強烈熱帶風暴苗柏            |
| 熱帶風暴杜蘇芮              | 八號東南烈風或暴風信號      | 颱風啟德                    |
| 熱帶風暴杜蘇芮              | 八號烈風或暴風信號          | 颱風啟德                    |
| 颱風莫拉菲                  | 九號烈風或暴風風力增強信號  | 超強颱風天鴿                |
| 颱風約克                    | 十號颶風信號                | 超強颱風天鴿                |

### 澳門
| 地球物理暨氣象局 熱帶氣旋信號 | 地球物理暨氣象局 熱帶氣旋信號 | 地球物理暨氣象局 熱帶氣旋信號 |
| ----------------------------- | ----------------------------- | ----------------------------- |
| 上一熱帶氣旋                  | 一號風球                      | 下一熱帶氣旋                  |
| 熱帶風暴杜蘇芮                | 一號風球                      | 颱風啟德                      |
| 熱帶風暴杜蘇芮                | 三號風球                      | 颱風啟德                      |
| 颱風納沙                      | 八號東北風球                  | 颱風尤特                      |
| 熱帶風暴杜蘇芮                | 八號東南風球                  | 颱風啟德                      |
| 熱帶風暴杜蘇芮                | 八號風球                      | 颱風啟德                      |
| 颱風約克                      | 九號風球                      | 颱風天鴿                      |

## 外部連結
- （繁體中文）報告 （页面存档备份，存于）
- （繁體中文）韋森特襲港期間發出的八號或以上熱帶氣旋警告 （页面存档备份，存于）
- （繁體中文）《2012熱帶氣旋年刊》 （页面存档备份，存于）
- （繁體中文）實時天氣稿（7月19日 （页面存档备份，存于）－20日 （页面存档备份，存于）－21日 （页面存档备份，存于）－22日 （页面存档备份，存于）－23日 （页面存档备份，存于）－24日 （页面存档备份，存于）－25日 （页面存档备份，存于））